# Wątek (architektura)
Wątek, wiązanie – sposób ułożenia cegieł lub kamieni w murze, rozróżniany po sposobie ułożenia ich główek i wozówek. Różne wątki ceglane mogły występować w tym samym okresie.

## Wątki ceglane
Wątki ceglane (chronologicznie) to:

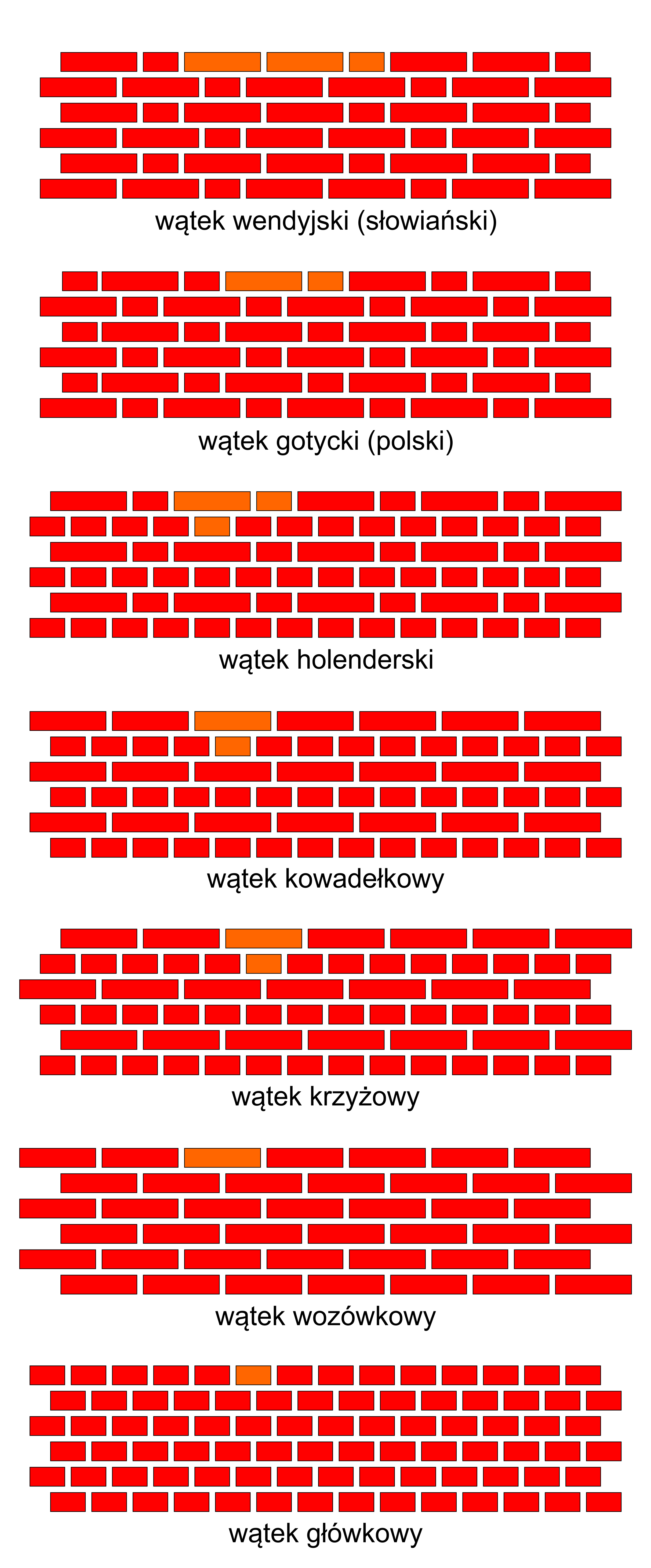
Wątki murów ceglanych

- wendyjski (słowiański) – w Polsce w XIII wieku, zanikł ostatecznie około 1420 roku; składa się z dwóch powtarzalnych warstw, w których dwie wozówki przedzielone są jedną główką. Przesunięcie spoin poprzecznych pionowych wynosi 1/4 długości cegły. Odmianą tego wiązania jest tzw. wendyjski wątek ozdobny, w którym cegły tworzą geometryczny ornament w licu ściany w postaci ukośnych pasów, rombów itp. Do wykonania wzorów używano cegieł zendrówek (cegieł mocno wypalonych, aż do granicy zeszklenia, o powierzchni znacznie ciemniejszej i błyszczącej). Stosowany sporadycznie w niektórych budynkach nowożytnych, jak np. kościół w Gołębiu i zamek w Tykocinie.
- gotycki (polski) – stosowany od początku XIV do XVI wieku; dziś tylko przy odbudowie obiektów zabytkowych. Wiązanie uzyskuje się przez powtarzanie dwóch warstw, w których na przemian układane są cegły główką i wozówką do lica muru. W licu muru można wyodrębnić wzór kowadełka i krzyża ułożonych obok siebie. Spoiny przesunięte są o 1/4 długości cegły. Pojawienie się w państwie zakonu krzyżackiego w Prusach wątku gotyckiego około 1300 roku nie oznaczało zaniku wcześniejszego układu wendyjskiego[2]. Wręcz przeciwnie – oba wątki współwystępowały przez dziesięciolecia. Różne wątki mogły być stosowane w jednej budowli, a nawet w jednym murze, jak zaobserwowano między innymi na zamku w Wąbrzeźnie[3]. W średniowieczu wyznaczone odcinki ścian wznosiły często różne ekipy murarzy, którzy mogli stosować odmienne układy cegieł[4].
- holenderski – stosowany w Holandii od XV do XVI wieku; niekiedy w Polsce XVII-wiecznej. Powtarzano dwie warstwy: główkową i warstwę z cegłami układanymi na przemian główką i wozówką. Uzyskiwano przesunięcie spoin poprzecznych o 1/4 cegły.
- kowadełkowy (blokowy lub pospolity) – od XVI wieku i stosowany nadal; składa się z dwóch, powtarzalnych warstw cegieł: główkowej i wozówkowej. Przesunięcie pionowych spoin poprzecznych o 1/4 długości cegły daje obraz kowadełka w licu muru. Przesunięcie uzyskuje się przez ułożenie w zakończeniu muru cegieł dziewiątek (3/4 cegły).
- krzyżowy (krzyżykowy, wenecki) – od XVII wieku; ułożony (podobnie jak w wiązaniu kowadełkowym) z dwóch powtarzalnych warstw: główkowej i wozówkowej. Przesunięcie widocznych w licu spoin pionowych (spoiny poprzeczne) daje obraz krzyża. Inny niż w wiązaniu kowadełkowym wzór spoin w licu muru uzyskuje się przez ułożenie w co drugiej warstwie wozówkowej jednej cegły ułożonej główką do lica muru.
- forteczny (twierdzowy bądź angielski) – używany w drugiej połowie XIX wieku w budownictwie fortec; cegły ułożone warstwami wyłącznie główkowymi, przesuniętymi o 1/2 szerokości cegły.
- wielorzędowe (wielowarstwowe, amerykańskie) – polega na powtarzaniu 4–5 warstw wozówkowych przedzielonych w szóstej warstwą główkową. W licu muru widoczne są ułożone wozówki przesunięte o 1/2 długości cegły (przesunięcie spoin poprzecznych), brak jednak przewiązania (przesunięcia) spoin pionowych podłużnych wewnątrz muru – następuje ono dopiero po ułożeniu warstwy główkowej.

## Wątki kamienne w starożytności

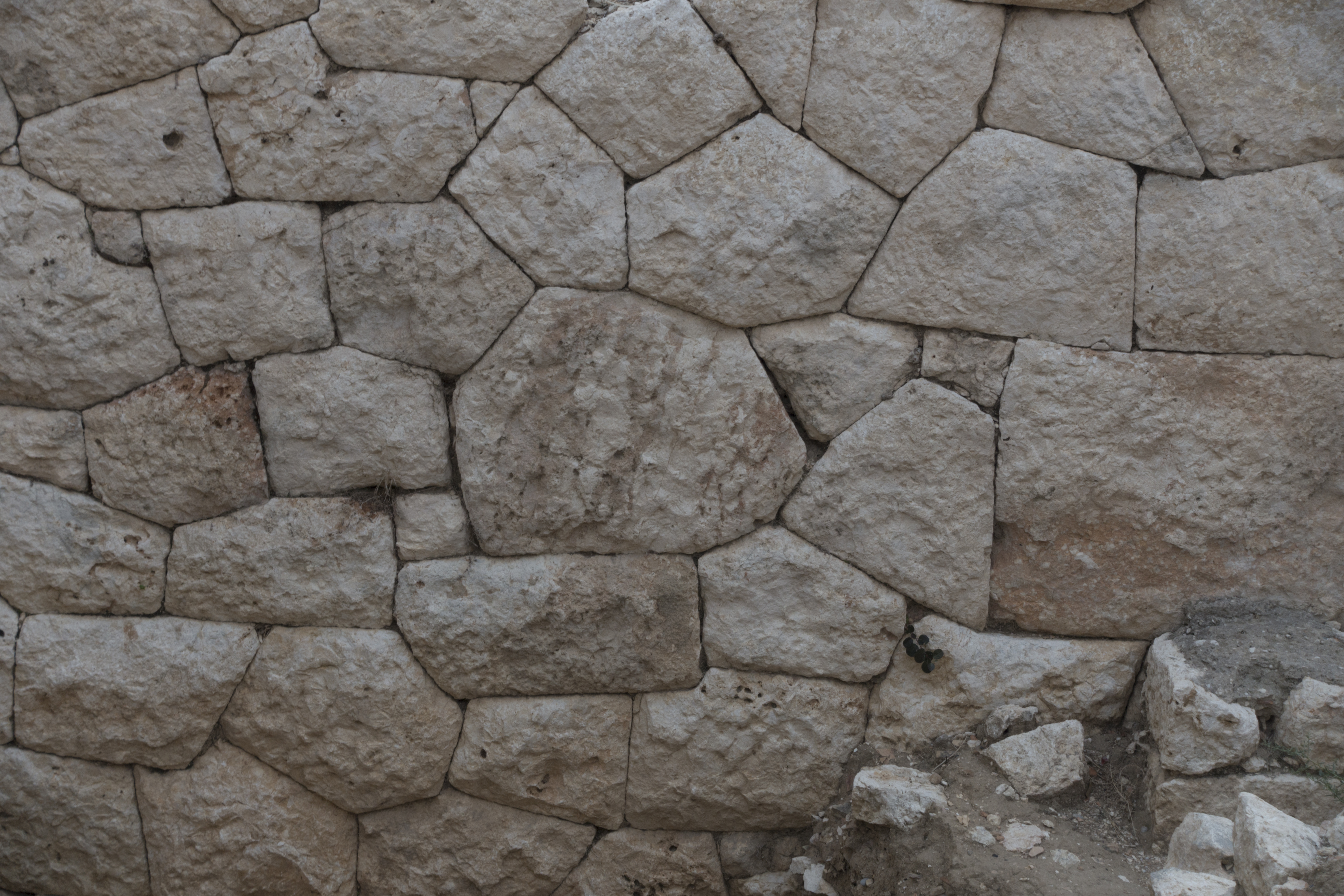
Antyczny mur poligonalny

Sposób wykonywania murów zależał od zaawansowania technologicznego – głównie od metod obróbki kamienia oraz sposobów łączenia (na sucho lub na zaprawę).
Zasadniczy podział wyznacza stopień obrobienia materiału, czyli kamienia:
- mur cyklopowy – kamień łamany, jedynie wstępnie obrobiony;
- mur poligonalny – kamień obrobiony w wieloboczne bryły, nieregularny;
- mur ciosowy – kamień obrobiony w prostopadłościenne bloki układane warstwami.

W starożytnym Rzymie w odniesieniu do konstrukcji murów używano określenia opus, w związku z czym wyróżnia się:
- opus incertum – nieregularne ciosy kamienne, układane w warstwy nierówne pod względem wysokości;
- opus reticulatum (układ sieciowy) – ciosy w postaci sześcianów ułożonych skośnie względem powierzchni gruntu, przez co przypominają romby;
- opus spicatum („w jodełkę”) – ciosy ułożone skośnie dłuższymi bokami, przy czym dwie warstwy tworzą wzór przypominający choinkę;
- opus isodomum – o ciosach w miarę regularnych, układanych w warstwy równe, o zbliżonej wysokości;
- opus quadratum – ciosy w postaci sześcianów bądź prostopadłościanów ułożonych podstawą równolegle do powierzchni gruntu.

- Wątki mieszane:
  - opus listatum (mixtum) – ciosy kamienne przekładane cegłami
  - opus pseudoisodomum – z wypełnieniem drobnymi kamieniami
  - opus caementicum – z wypełnieniem drobnym kamieniem zalanym zaprawą

## Wątki kamienne w budownictwie średniowiecznym
- grand appareil – z regularnych ciosów
- petit appareil – z ciosów obrobionych jedynie dla wykonania głównych elementów konstrukcyjnych, gdy resztę muru stanowi drobny, małoobrobiony kamień

## Wątki ceglane w budownictwie średniowiecznym
- opus emplectum – ze starannym oblicowaniem obustronnym muru, a środkiem wypełnionym mieszaniną wapna, gruzu i kamienia.